# Take Them on, on Your Own
Albums de Black Rebel Motorcycle Club
Black Rebel Motorcycle Club
(2001) Howl
(2005)
Singles
1. Stop
Sortie : aoút 2003
2. We're All in Love
Sortie : novembre 2003
3. Six Barrel Shotgun
Sortie : 2004

Take Them on, on Your Own est le deuxième album du groupe américain de rock alternatif Black Rebel Motorcycle Club, publié le 25 août 2003 au Royaume-Uni et le 2 septembre 2003 aux États-Unis par Virgin Records.
Cet album propose une musique plus "hard" et plus sombre que l'album précédent. C'est le dernier album du groupe pour le label Virgin Records.
Il aura principalement du succès au Royaume-Uni où il se classa à la 3e place des charts et sera certifié disque d'or.

## Liste des chansons
Toutes les musiques sont signés Black Rebel Motorcycle Club, Les paroles sont signés par Peter Hayes et Robert Turner.
| No  | Titre                       | Durée |
| --- | --------------------------- | ----- |
| 1.  | Stop                        | 4:36  |
| 2.  | Six Barrel Shotgun          | 3:06  |
| 3.  | We're All in Love           | 3:37  |
| 4.  | In Like the Rose            | 5:22  |
| 5.  | Ha Ha High Babe             | 4:12  |
| 6.  | Generation                  | 5:01  |
| 7.  | Shade of Blue               | 4:22  |
| 8.  | U.S. Government             | 5:32  |
| 9.  | And I'm Aching              | 3:52  |
| 10. | Suddenly                    | 4:56  |
| 11. | Rise or Fall                | 3:56  |
| 12. | Going Under (bonus anglais) | 3:14  |
| 13. | Heart + Soul                | 7:15  |

## Musiciens
- Peter Hayes: guitares, basse, chant
- Robert Turner: basse, guitares, chant
- Nick Jago: batterie, percussion

## Charts & certification
| Pays             | Durée du classement | Meilleur classement |
| ---------------- | ------------------- | ------------------- |
| Allemagne        | 4 semaines          | 27e                 |
| Australie        | 1 semaine           | 34e                 |
| Autriche         | 4 semaines          | 33e                 |
| Danemark         | 1 semaine           | 24e                 |
| France           | 5 semaines          | 43e                 |
| Italie           | 6 semaines          | 8e                  |
| Norvège          | 1 semaine           | 15e                 |
| Nouvelle-Zélande | 5 semaines          | 17e                 |
| Pays-Bas         | 4 semaines          | 63e                 |
| Royaume-Uni      | 4 semaines          | 3e                  |
| Suède            | 3 semaines          | 13e                 |
| Suisse           | 2 semaines          | 46e                 |

| Date       | Pays        | Titre             | Classement |
| ---------- | ----------- | ----------------- | ---------- |
| 30/08/2003 | Royaume-Uni | Stop              | 19e        |
| 29/11/2003 | Royaume-Uni | We're All in Love | 45e        |

| Pays        | Certification | Ventes    | Date       |
| ----------- | ------------- | --------- | ---------- |
| Royaume-Uni | Or            | 100 000 + | 12/09/2003 |